# Qoley'a
al-Qoleyʿa (in arabo القليعة‎? è un villaggio libanese del Qaḍāʾ di Marj'uyun, incluso quindi nel Governatorato (Muhafaza ) di Nabatiyya.